# T.M. Aluko
T. M. Aluko, właśc. Timothy Mofolorunso Aluko (ur. 14 czerwca 1918 w Ilesha, zm. 1 maja 2010 w Lagos) – nigeryjski pisarz, tworzący w języku angielskim, pochodzący z ludu Joruba.

## Życiorys
Studiował najpierw w Lagos, a następnie w Londynie. Po ukończeniu nauki pracował na wielu stanowiskach w administracji państwowej, m.in. od 1960 jako dyrektor zachodnionigeryjskiego ministerstwa robót publicznych. Zrezygnował z pracy w administracji w 1966, później, aż do 1978 pracował jako wykładowca uniwersytecki. W 1976 obronił doktorat.
Zadebiutował w 1959 powieścią One Man, One Wife (Jeden mąż, jedna żona). W swych dziełach nie unikając satyry i humoru, opisuje zderzenie tradycji z nowoczesnością w zmieniającej się współczesnej Nigerii. Dużo uwagi poświęcił w swych powieściach kwestii korupcji, szczególnie ostro rozprawiając się z nią w powieści Sądny dzień w Ibali (ang. Kinsman and Foreman, opubl. 1966). W 1994 opublikował swą autobiografię, zatytułowaną My Years of Service (Lata mojej służby), w której opisał swą działalność jako inżynier i wykładowca uniwersytecki.
Za swą działalność otrzymał wiele nagród państwowych i wyróżnień, m.in. Order Imperium Brytyjskiego IV klasy w 1963 i Order Nigru w 1964.
W przekładzie na język polski ukazała się powieść: Sądny dzień w Ibali w przekładzie E. Skurjat, Warszawa 1986.